# Leucauge curta
Leucauge curta este o specie de păianjeni din genul Leucauge, familia Tetragnathidae. A fost descrisă pentru prima dată de O. P.-cambridge, 1889.
Este endemică în Panama. Conform Catalogue of Life specia Leucauge curta nu are subspecii cunoscute.